# Ильяшенко, Илья Ефимович
Илья́ Ефи́мович Ильяшенко (1859—1920) — сенатор, товарищ министра юстиции в 1913—1917 гг.

## Биография
Родился 20 июля (1 августа) 1859 года. Происходил из рода Ильяшенки потомственных дворян Полтавской губернии.
Окончил Коллегию Павла Галагана в Киеве (1877) и юридический факультет Санкт-Петербургского университета со степенью кандидата прав (1883).
По окончании университета начал службу кандидатом на судебные должности при Гражданском кассационном департаменте Сената. Вскоре был переведён в министерство юстиции и командирован для занятий в учреждённую при министерстве редакционную комиссию для составления проекта Гражданского уложения — сначала принимал участие в качестве причисленного, а впоследствии — в качестве члена комиссии, вплоть до окончания возложенных на неё работ.
Работая в течение 22 лет над составлением проекта Гражданского уложения и связанных с ним проектов Опекунского и вотчинного уставов, последовательно занимал должности по Министерству юстиции: старшего помощника столоначальника, столоначальника, старшего столоначальника, редактора 1-го департамента и чиновника особых поручений VI класса при министре юстиции. По Сенату: с 1897 года состоял за обер-прокурорским столом сверх комплекта сначала в 4-м, а потом во 2-м департаменте, и с 1904 года — товарищем обер-прокурора в Гражданском кассационном департаменте.
После закрытия 1 января 1906 года редакционной комиссии по составлению проекта Гражданского уложения, был назначен чиновником особых поручений V класса при министре юстиции для участия в подготовительных работах по внесению проекта Гражданского уложения в Государственную думу, а 22 апреля 1906 года назначен председателем департамента по гражданским делам Харьковской судебной палаты, 6 июня 1909 года перемещён на ту же должность в Санкт-Петербургскую судебную палату, а 18 января 1910 года назначен старшим председателем Казанской судебной палаты.
С 20 декабря 1910 года был назначен сенатором, с производством в тайные советники, и определён к присутствию в Гражданском кассационном департаменте Сената; 27 января 1911 года вошел в состав образованного при Министерстве юстиции Особого совещания для обсуждения проекта Гражданского уложения в целях внесения этого проекта в Государственную думу.
В 1913 году был назначен товарищем министра юстиции, с оставлением в звании сенатора, не присутствующего в департаментах.
Состоял пожизненным членом Санкт-Петербургского юридического общества и членом-учредителем Уфимского юридического общества. Сотрудничал в журналах «Гражданского и уголовного права» и «Министерства юстиции», где были напечатаны многие его статьи.
После Февральской революции 15 июня 1917 года, согласно прошению, был уволен от службы по болезни. В начале 1918 года выехал в Ялту для лечения своей больной жены. Состоял юрисконсультом на местном предприятии «Черноморский дельфин». Расстрелян большевиками 21 декабря 1920 года в Багреевке.
Был женат на дочери статского советника Нине Артемьевне Кизерицкой (1873—?). Их дочери: Зоя (род. 13.05.1898), Мариамна (род. 21.02.1900).

## Награды
- Орден Святой Анны 2-й ст. (1901);
- Орден Святого Владимира 3-й ст. (1906);
- Орден Святого Станислава 1-й ст. (1909);
- Орден Святой Анны 1-й ст. (1913).
- медаль «В память царствования императора Александра III»
- медаль «В память 300-летия царствования дома Романовых»